# Мильке, Вилли
Вилли Мильке (нем. Willi Milke; 16 сентября 1896, Берлин, Германия — 12 января 1944, Берлин, Германия) — немецкий коммунист, антифашист, член движения Сопротивления во время Второй мировой войны, член организации «Красная капелла».

## Биография
Вильгельм (Вилли) Мильке родился 16 сентября 1896 года в Берлине, в Германии в малообеспеченной семье. После посещения начальной школы освоил профессию металлурга. Вступил в Коммунистическую партию Германии (КПГ) и активно боролся с ростом влияния национал-социализма в Германии.
После прихода нацистов к власти в 1933 году вступил в движение сопротивления. Он был связан с группой Бестлайна-Якоба-Абшагена. Участвовал в организации помощи жертвам политических репрессий и поддерживал иностранных рабочих, насильно привезенных в Германию. На месте своей работы в Hamburger Ölwerken («Hobum») руководил одной из ячеек движения сопротивления, входившую в так называемую «промышленную группу» (IG).
Вместе с Гербертом Битхером помогал укрываться советским разведчикам Эрне Эйфлер и Вильгельму Феллендорфу. За это был арестован гестапо и 12 января 1944 года приговорен Народным судом к смертной казни. В этот же день Вилли Мильке и Герберт Битхер покончили жизнь самоубийством.

### Память
На Вильшторферштрассе 4 и Эддельбюттлерштрассе 24 в Харбурге (Гамбург), его последнем домашнем адресе, в память о Вилли Мильке установлены мемориальные плиты работы Гюнтера Демнига.